# 克里斯·詹金斯
克里斯·詹金斯（英語：Chris Jenkins）为一位美国音讯工程师。他曾赢得3次奥斯卡最佳音响效果奖，并在这个奖项上获得了2次提名。自1979年旗，他参与了超过150部电影的制作。

## 精选影视作品
米切尔曾赢得了3次奥斯卡最佳音响效果奖，并获得2次提名。
获奖：
- 走出非洲 (1985)[1]
- 最后的莫希干人 (1992)[2]
- 疯狂的麦克斯：狂暴之路 (2015)[3][4]

提名：
- 至尊神探 (1990)[5]
- 通缉令 (2008)[6]